# William Sturgeon
William Sturgeon (* 22. Mai 1783 in Whittington, Lancashire; † 4. Dezember 1850 in Prestwich) war ein englischer Physiker und Erfinder, der die ersten Elektromagnete herstellte.

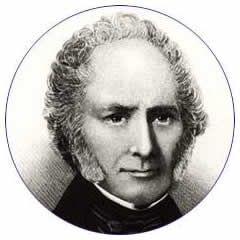
William Sturgeon

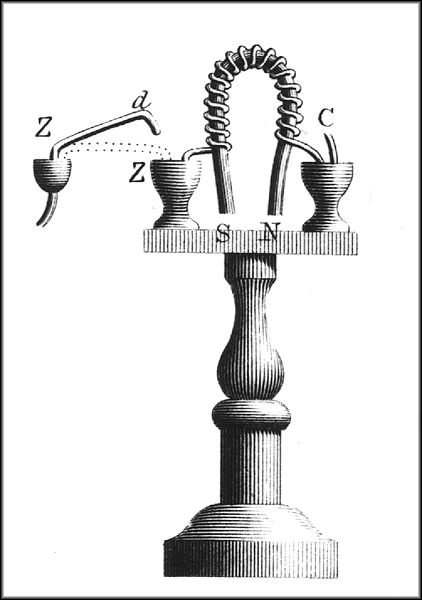
Der erste Elektromagnet, von Sturgeon im Jahre 1824 erfunden. Zeichnung Sturgeons aus seinem Paper für die British Royal Society of Arts, Manufactures, and Commerce von 1824. Der Magnet bestand aus 18 Windungen nackten Kupferdrahtes (isolierter Draht war noch nicht erfunden)

## Leben
Sturgeon wurde in Whittington (Lancashire) geboren und ging bei einem Schuhmacher in die Lehre. Er trat 1802 der Armee bei und lernte die Grundlagen der Mathematik und Physik im Selbststudium. 1824 wurde er Dozent am East India Company’s Royal Military College in Addiscombe (Surrey); im folgenden Jahr stellte er seinen ersten Elektromagneten vor.
1825 entwickelte Sturgeon, der an der Royal Military Academy Woolwich tätig war, mit Hilfe von Francis Watkins aus London, den ersten Elektromagneten. Ausgehend von den Ideen von André-Marie Ampère  und François Arago gingen sie einen Schritt weiter, um ihren Magneten zu entwickeln. Mit einem hufeisenförmigen Stück Eisen, das einen Kern mit 16 Umwicklungen des Drahtes bildete, die sich nicht berührten. Wenn Strom durch den Draht geführt wurde, konnte der Magnet 9 pounds (4 kg) Metall anheben, oder das 20-Fache des Eigengewichts. Der Elektromagnet wurde im gleichen Jahr in London ausgestellt und Sturgeon erhielt die Silbermedaille der Society for Promoting Arts and Commerce (heute Royal Society of Arts).
1832 wurde er von der Adelaide Gallery of Practical Science in London eingestellt. 1836 gründete er die Zeitschrift Annals of Electricity, und im gleichen Jahr erfand er ein Galvanometer.
1840 wurde er Superintendent der Royal Victoria Gallery of Practical Science in Manchester, die 1842 wegen fehlender Finanzmittel geschlossen wurde. Ab 1844 bis zu seinem Tod verdiente er Geld mit Vorträgen und Vorführungen. Er benutzte seine „magnetische elektrische Maschine“ (Dynamo), um Elektroschocks an den Armen der Zuhörer zu verabreichen und an frisch getöteten Kaninchen zu demonstrieren.
1847 bekam er eine einmalige Abfindung von £200 durch den Royal Bounty Fund der Marine, die später durch eine Pension der Regierung von £50 p. a. aufgestockt wurde. Das reichte aber kaum für seinen Lebensunterhalt.
Sturgeon heiratete Mrs Hilton. Sie bekamen drei Kinder, die bereits im Kindesalter verstarben. Nachdem auch das Kind aus seiner zweiten Ehe mit Mary Bromley verstorben war, adoptierte das Ehepaar ein Mädchen namens Ellen Coates.
Sturgeon starb verarmt nach langer Krankheit am 4. Dezember 1850 in Prestwich, Manchester, wo er auf dem Friedhof der Kirche Saint Mary’s beerdigt wurde. In Europa war er aufgrund seiner Erfindungen besser bekannt als in seinem Heimatland.

## Veröffentlichungen
- A course of twelve elementary lectures on galvanism; Illustrated with upwards 100 engravings of experiments and apparatus. Publisher: Sherwood, Gilbert, and Piper, London  1843
- Lectures on electricity. Delivered in the Royal Victoria Gallery of Practical Science in Manchester, during the session 1841-42.  Publisher: Sherwood, Gilbert, and Piper, London  1842
- Scientific researches, experimental and theoretical, in electricity, magnetism, galvanism, electro-magnetism, and electro-chemistry. With copper-plates. By William Sturgeon. Published by subscription. Publishers: Thomas Compton, Fleetstreet, London 1850
- „Practical Instructions for the Protection of Persons and Property from Lighting“, published by Sherwood, Gilbert & Price in London in 1846